# Epacanthaclisis hamata
Epacanthaclisis hamata är en insektsart som beskrevs av Krivokhatsky 1998. Epacanthaclisis hamata ingår i släktet Epacanthaclisis och familjen myrlejonsländor. Inga underarter finns listade i Catalogue of Life.